# Streepstaartspecht
De streepstaartspecht (Veniliornis mixtus) is een vogel uit de familie Picidae (spechten).

## Verspreiding en leefgebied
Deze soort komt voor in oostelijk, centraal en zuidoostelijk Zuid-Amerika en telt vier ondersoorten:
- V. m. cancellatus: zuidoostelijk Brazilië.
- V. m. mixtus: oostelijk Paraguay, Uruguay en noordoostelijk Argentinië.
- V. m. malleator: Chacogebied van zuidoostelijk Bolivia, westelijk Paraguay en noordelijk Argentinië.
- V. m. berlepschi: het westelijke deel van Centraal-en Centraal-Argentinië.

## Status
De grootte van de populatie is niet gekwantificeerd maar de soort wordt omschreven als niet algemeen voorkomend. Op de Rode lijst van de IUCN heeft deze soort de status niet bedreigd.